# Francisco de Paula Bucarelli
Francisco de Paula Bucarelli, nacido como Francisco de Paula Bucarelli y Ursúa Lasso de la Vega Villacís y Córdova, también conocido como Francisco Bucareli o bien Francisco Bucarely (Sevilla, 18 de septiembre de 1708-Pamplona, abril de 1780) era un noble y militar español que se convirtió en el teniente general de los Reales Ejércitos y fue gentilhombre de cámara de su majestad con entrada, que fuera nombrado gobernador de Buenos Aires entre los años 1766 y 1770, y ejerciendo el cargo fue el responsable de ejecutar la orden de expulsión de los jesuitas del Imperio español.

## Biografía hasta los cargos gubernamentales

### Origen familiar y primeros años
Francisco de Paula Bucarelli había nacido el 18 de septiembre de 1708, en la ciudad de Sevilla, capital de unos de los cuatro reinos de Andalucía que formaba parte de la Corona de España. Era hijo de Luis Bucarelli Henestrosa y Ribera quien fuera el segundo marqués de Vallehermoso, y de Ana María de Ursúa Lasso de la Vega, cuarta condesa de Gerena y vizcondesa de Ursúa. 
Era hermano de Antonio María de Bucareli y Ursúa, quien sería virrey de Nueva España, y del capitán general Nicolás Bucarelli y Ursúa, gobernador de Cádiz.

### Carrera militar en Europa
Se dedicó a la carrera de las armas. Participó en la expedición de Ceuta en 1720 y se distinguió como capitán general en la reconquista española de Orán en 1732. Alcanzó el grado de teniente general de los ejércitos reales y el título de comendador del Almendralejo de la Orden de Santiago. Fue designado comandante general del Campo de Gibraltar (1751), capitán general y gobernador de Mallorca (1761) y en 1765 capitán general y gobernador de Buenos Aires.

## Gobernador de Buenos Aires
Llegó a esta ciudad para sustituir a Pedro de Cevallos y se hizo cargo del gobierno el 15 de agosto de 1766. De carácter violento, al poco tiempo se había enemistado con los vecinos de la ciudad, con lo que tuvo también que ver su eficaz persecución del tradicional contrabando en el puerto de Buenos Aires. 

### Expulsión jesuítica del Imperio español
Su principal misión consistió en aplicar la Pragmática Sanción de expulsión de los jesuitas promulgada el 27 de febrero de 1767 por el rey Carlos III de España. Nombró a Juan Baltasar Maciel como vicario y provisor de la diócesis de Buenos Aires, a cargo de la misma por ausencia del obispo, quien lo apoyó en sus medidas contra los jesuitas.
La medida de expulsar a los jesuitas, que provocaría un previsible debilitamiento o incluso colapso de las Misiones, era favorable a los intereses portugueses. Conocida por estos, fue anticipada y aprovechada al efectuar un ataque ordenado por el virrey conde Antônio Álvares da Cunha en mayo de ese año sobre Río Grande. Los portugueses al mando del gobernador José Custódio de Sá e Faria lograron apoderarse de la margen norte pero fueron rechazados en San Pedro. Finalmente la corte portuguesa dio orden de frenar el ataque, reemplazado por una gradual infiltración sobre las fronteras.
De acuerdo a sus órdenes, Bucarelli allanó la residencia de la orden en la ciudad en la noche del 2 de julio, y dispuso medidas similares en las principales ciudades bajo su mando: en Montevideo se hizo efectiva el 6 de julio, en Córdoba el 12, y en Santa Fe el 13. 

Localización de las misiones jesuíticas en el actual territorio de Argentina, Brasil y Paraguay.

Ante el temor de un levantamiento colectivo misionero, pidió que fuesen a Buenos Aires un cacique y un corregidor de cada pueblo, para organizar el pacífico reemplazo de los jesuitas por misioneros franciscanos, dominicos y mercedarios. A los efectos de hacer efectiva la orden en los pueblos de las Misiones jesuíticas guaraníes partió Bucarelli en mayo de 1768 al mando de una expedición militar que remontó el río Uruguay con 1500 soldados. Llegó a El Salto el 16 de junio de 1768 estableciendo allí su base de operaciones. Allí tuvo noticias de que el principal de la orden se hallaba en la reducción de Yapeyú y el 24 de junio partieron los destacamentos al mando de Riva Herrera y de Zavala, el 27 partió el destacamento de Elorduy, el 28 el de Francisco Pérez de Saravia y el 29 otro al mando directo de Bucarelli. 
En el lugar permaneció un destacamento al mando del teniente Nicolás García con tres embarcaciones. A medida que los sacerdotes eran detenidos se los concentraba en el fuerte de San Antonio de Salto Chico. A mediados de julio de 1768 llegaron remitidos el provincial jesuita de Yapeyú y 6 sacerdotes y poco después llegaron otras remesas de los demás pueblos. El 5 de agosto de 1768, los sacerdotes jesuitas detenidos en el fuerte fueron remitidos a Buenos Aires y el 22 de agosto Bucarelli daba por terminado su cometido.
El 23 de agosto de 1768 dictó ordenanzas dividiendo el territorio de las Misiones entre dos gobernadores interinos: al capitán Francisco Bruno de Zavala le asignó los diez pueblos de las Misiones del Uruguay (sede en San Miguel) y al capitán de infantería Juan Francisco de la Riva Herrera, los veinte pueblos restantes (sede en Candelaria). La reducción de Nuestra Señora de Belén al este de la actual Concepción y las reducciones de San Joaquín (sobre el río Acaray) y San Estanislao (cerca del río Monday), fueron anexadas al gobierno de Asunción.
Por una nueva ordenanza del 15 de enero de 1770, Bucarelli centralizó el gobierno en Zavala como "gobernador general interino de Misiones", con sede en Candelaria con tres departamentos a cargo de los tenientes de dragones del Regimiento de Buenos Aires Gaspar de la Plaza, Joseph Birbost y Francisco Pérez. 

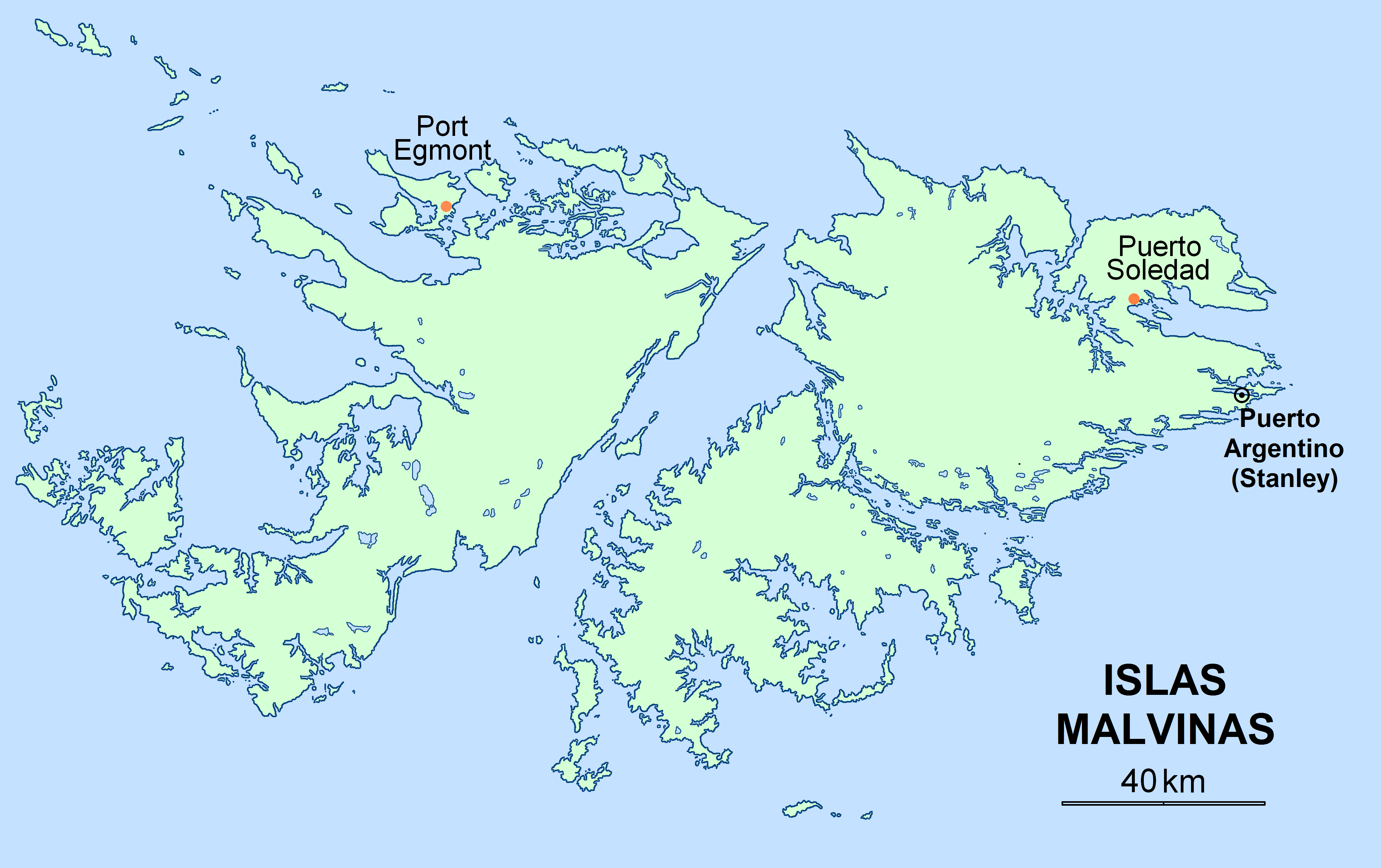
Localización de Port Egmont.

### Desalojo francés del archipiélago de Malvinas
El 2 de octubre de 1766, el rey Carlos III había dictado una real cédula por la cual creaba la gobernación de las islas Malvinas, como dependencia del gobernador y capitán general de Buenos Aires, nombrando a Felipe Ruiz Puente como su primer gobernador, quien asumió el 1 de abril de 1767, al tomar posesión de la entonces colonia francesa.

### Breve ocupación británica de la isla malvinense de Trinidad

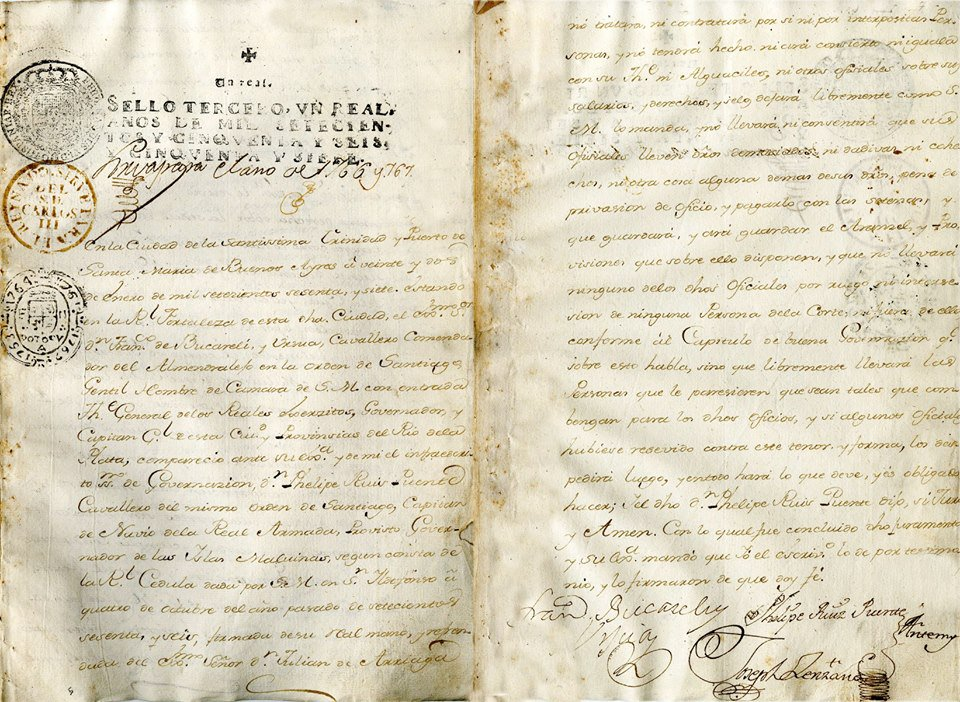
Francisco de Paula Bucarelli comunica la Real Cédula que ordena que Felipe Ruiz Puente se dirija a las Islas Malvinas en las fragatas Liebre y Esmeralda, a fin de asumir su gobernación (1767).

Los ingleses habían establecido en 1765 un establecimiento al que llamaron Puerto Egmont, en isla malvinense de Trinidad, sin hacer caso de las reclamaciones del gobierno español. Este ordenó expulsar cualquier asentamiento británico en el área por Ordenanza de la Real Corona Española del 25 de febrero de 1768, con lo que Bucarelli mandó desalojar la isla por una escuadra al mando del capitán de navío Juan Ignacio de Madariaga. El 4 de junio de 1770 la escuadra se presentó ante Puerto Egmont y tras intercambiar mensajes con los ingleses y no obtener una respuesta favorable decidió proceder al desalojo. 
Puerto Egmont se rindió el día 10, luego de algunos disparos. No obstante, Puerto Egmont fue devuelto a los británicos un año después, solo para ser abandonado nuevamente en 1774.

### Ampliación del servicio de correos
Durante su gobierno quedó inaugurado el servicio del correo marítimo entre La Coruña y el Río de la Plata, ampliándose el servicio terrestre con otras regiones limítrofes de la gobernación de Buenos Aires.

## Virrey de Navarra
En 1770, antes de cumplir su mandato, fue reemplazado provisionalmente el 25 de agosto por el segundo comandante político y militar e inspector general de la provincia, Juan José de Vértiz y Salcedo, para dejarlo en su puesto en forma definitiva el día 4 de septiembre del mismo año.
Se retiró a España y en 1771 pasó un corto tiempo en la península itálica para defender al ministro del borbónico ducado de Parma y Piacenza, Guillermo Du Tillot. A su regreso sería nombrado por el rey Carlos III de España, el 23 de febrero de 1773, como su virrey de Navarra, en reemplazo de Alonso Vicente de Solís y Folch de Cardona, duque de Montellano, y años más tarde fijaría su residencia en el Palacio Real de Olite.
En su gestión navarra, había apoyado a la Corona española en el «reclutamiento por quintas» aunque en su gobierno varias veces primó los intereses navarros a los del poder central. Lo sucedió como nuevo virrey de Navarra el 11 de abril de 1780, Manuel Azlor y Urriés.

### Fallecimiento
Francisco de Paula Bucarelli y Ursúa fallecería en la ciudad de Pamplona, en el mes de abril de 1780, y sus restos aún reposan en la parroquia de San Cernín o Saturnino.

## Homenajes
Una calle de la ciudad de Buenos Aires lleva su nombre: antiguamente fue conocida como la Calle N.º 6 en Villa Urquiza y N.º 3 en Villa Modelo, su designación actual se hizo en la nomenclatura de la ordenanza municipal del 28 de octubre de 1904. Nace en Chorroarín N°  502, termina en Crisólogo Larralde N° 5500 y corre entre Andonaegui y Bauness.